# كريس سبيد
كريس سبيد (بالإنجليزية: Chris Speed)‏ هو عازف ساكسفون أمريكي، ولد في 1967 في سياتل في الولايات المتحدة.

## وصلات خارجية
- الموقع الرسمي
- كريس سبيد على موقع ميوزك برينز (الإنجليزية)
- كريس سبيد على موقع أول ميوزيك (الإنجليزية)
- كريس سبيد على موقع ديسكوغز (الإنجليزية)